# Župnija Metlika
Župnija Metlika je rimskokatoliška teritorialna župnija v okviru dekanije Črnomelj škofije Novo mesto.

## Zgodovina
Župnija Metlika se v pisnih virih omenja že v začetku 13. stoletja, leta 1268 je bila župnija inkorporirana križniškemu redu, ki je imel lokalno središče (komendo) v Metliki. Od leta 1735 je v Metliki tudi sedež proštije. O povezanosti križnikov z Metliko pričajo številni grbi reda na stavbah v središču Metlike in na župnijski cerkvi, pa tudi na podružničnih cerkvah pri Treh farah. 
Sedanja župnijska cerkev je bila zgrajena leta 1759 in je posvečena sv. Nikolaju. Do 7. aprila 2006, ko je bila ustanovljena škofija Novo mesto, je bila župnija del nadškofije Ljubljana.

## Opis
Na območju župnije živi približno 5000 prebivalcev, ki so versko in narodnostno dokaj raznoliki. Med njimi so tudi katoličani vzhodnega obreda oz. grkokatoliki. Ti imajo v Metliki svojo cerkev, ki je posvečena sv. Cirilu in sv. Metodu.

## Sakralni objekti
|     | slika | cerkev                                    | kraj / naselje      |
| --- | ----- | ----------------------------------------- | ------------------- |
| 1.  |       | cerkev sv. Nikolaja župnijska cerkev      | Metlika             |
| 2.  |       | cerkev sv. Ane podružnica                 | Vidošiči            |
| 3.  |       | cerkev sv. Antona Padovanskega podružnica | Trnovec             |
| 4.  |       | cerkev Lurške Device Marije podružnica    | Tri fare, Rosalnice |
| 5.  |       | cerkev Glej človek podružnica             | Tri fare, Rosalnice |
| 6.  |       | cerkev Žalostne Matere božje podružnica   | Tri fare, Rosalnice |
| 7.  |       | cerkev sv. Janeza Krstnika podružnica     | Gornja Lokvica      |
| 8.  |       | cerkev sv. Marije Magdalene podružnica    | Božakovo            |
| 9.  |       | cerkev sv. Martina podružnica             | Metlika             |
| 10. |       | cerkev sv. Petra podružnica               | Drašiči             |
| 11. |       | cerkev sv. Križa podružnica               | Slamna vas          |
| 12. |       | cerkev sv. Roka podružnica                | Metlika             |
| 13. |       | cerkev sv. Urbana podružnica              | Grabrovec           |

V župniji Metlika so postavljene župnijske spominske plošče, na katerih so imena vaščanov iz okoliških vasi: Bojanja vas, Božakovo, Čurile, Drašiči, Grabrovec, Križevska vas, Krmačina, Lokvica, Radoviči, Rosalnice, Slamna vas, Svržaki, Trnovec, Železniki), ki so padli na protikomunistični strani v letih 1942–1945. Skupno je na ploščah napisanih 71 imen pokojnih.